# Selecció de rugbi XV de Luxemburg
La selecció de rugbi XV de Luxemburg representa Luxemburg a rugbi. La selecció de Luxemburg és un equip menor, i està classificada com una nació de tercer nivell. L'equip participa en la FIRA-AER Copa d'Europa de Nacions anual Divisió 2D.
Luxemburg és membre de la FIRA des de 1976, dos anys després de la fundació de la Federació Luxemburguesa de Rugbi. El Gran Ducat ha participat diverses vegades en els campionats de FIRA. Luxemburg també és estat membre de la International Rugby Board des de 1991.
L'equip de rugbi de Luxemburg és l'únic equip esportiu nacional que ha estat tres vegades campió del seu grup en una competició europea. El 1995, va anotar més de 20 punts davant Eslovènia a Cessange i més de 20 punts davant Croàcia i, finalment, va aconseguir un excel·lent empat davant Andorra a Luxemburg els van permetre ser campions del seu grup. El 1997 van guanyar la Copa de Bronze amb victòries davant Bòsnia, Bulgària i Mònaco.

## Estadístiques
| Oponent              | Jugats | Guanyat | Perdut | Empat | Guanyat |
| -------------------- | ------ | ------- | ------ | ----- | ------- |
| Andorra              | 5      | 1       | 3      | 1     | 20%     |
| Armènia              | 1      | 0       | 1      | 0     | 0%      |
| Àustria              | 4      | 2       | 2      | 0     | 50%     |
| Azerbaidjan          | 1      | 1       | 0      | 0     | 100%    |
| Bèlgica              | 4      | 0       | 4      | 0     | 0%      |
| Bermudes             | 1      | 0       | 1      | 0     | 0%      |
| Bòsnia i Hercegovina | 7      | 6       | 1      | 0     | 86%     |
| Bulgària             | 9      | 2       | 7      | 0     | 23%     |
| Croàcia              | 2      | 1       | 1      | 0     | 50%     |
| Xipre                | 2      | 0       | 2      | 0     | 0%      |
| Dinamarca            | 2      | 0       | 2      | 0     | 0%      |
| Alemanya de l'Est    | 1      | 1       | 0      | 0     | 100%    |
| Finlàndia            | 7      | 6       | 1      | 0     | 86%     |
| Geòrgia              | 1      | 0       | 0      | 1     | 0%      |
| Alemanya             | 2      | 0       | 2      | 0     | 0%      |
| Grècia               | 4      | 1       | 3      | 0     | 25%     |
| Hongria              | 2      | 0       | 2      | 0     | 0%      |
| Israel               | 8      | 3       | 5      | 0     | 38%     |
| Letònia              | 2      | 0       | 2      | 0     | 0%      |
| Lituània             | 5      | 2       | 3      | 0     | 40%     |
| Malta                | 1      | 0       | 1      | 0     | 0%      |
| Moldàvia             | 1      | 0       | 1      | 0     | 0%      |
| Mònaco               | 2      | 1       | 0      | 1     | 50%     |
| Noruega              | 4      | 3       | 1      | 0     | 75%     |
| Eslovènia            | 3      | 1       | 2      | 0     | 33%     |
| Suècia               | 3      | 0       | 3      | 0     | 0%      |
| Suïssa               | 4      | 0       | 4      | 0     | 0%      |
| Tunísia              | 1      | 0       | 1      | 0     | 0%      |
| Iugoslàvia           | 1      | 0       | 1      | 0     | 0%      |
| Total                | 90     | 31      | 56     | 3     | 34.44   |